# Sex & Religion
Albums de Steve Vai
Passion and Warfare
(1990) Alien Love Secrets
(1995)
Sex & Religion est un album studio de Steve Vai sorti en 1993.

## Pistes
| No  | Titre                     | Musique                                         | Durée |
| --- | ------------------------- | ----------------------------------------------- | ----- |
| 1.  | An Earth Dweller's Return | Steve Vai                                       | 1:03  |
| 2.  | Here & Now                | Steve Vai                                       | 4:47  |
| 3.  | In My Dreams With You     | Steve Vai, Desmond Child, Roger Greenawalt (en) | 5:00  |
| 4.  | Still My Bleeding Heart   | Steve Vai                                       | 6:00  |
| 5.  | Sex & Religion            | Steve Vai                                       | 4:24  |
| 6.  | Dirty Black Hole          | Steve Vai                                       | 4:27  |
| 7.  | Touching Tongues          | Steve Vai                                       | 4:33  |
| 8.  | State of Grace            | Steve Vai                                       | 1:41  |
| 9.  | Survive                   | Steve Vai                                       | 4:46  |
| 10. | Pig                       | Steve Vai, Devin Townsend                       | 3:36  |
| 11. | The Road to Mt. Calvary   | Steve Vai                                       | 2:35  |
| 12. | Down Deep Into the Pain   | Steve Vai                                       | 8:01  |
| 13. | Rescue Me or Bury Me      | Steve Vai                                       | 8:25  |
| 14. | Just Cartilage            | Steve Vai, Devin Townsend                       | 4:19  |

## Membres
- Steve Vai : guitare, chant
- Devin Townsend : chant (Principal)
- T.M. Stevens : basse
- Terry Bozzio : batterie
- Kane Roberts : chant (chœurs)